# حوزه انتخابیه دوم کلرادو
حوزه انتخابیه دوم کلرادو یک حوزه انتخابیه مجلس نمایندگان آمریکا است که در ایالت کلرادو قرار دارد.